# Byrsopteris formosa
Byrsopteris formosa là một loài thực vật có mạch trong họ Dryopteridaceae. Loài này được (Fée) C.V. Morton miêu tả khoa học đầu tiên năm 1961.